# John Degenkolb

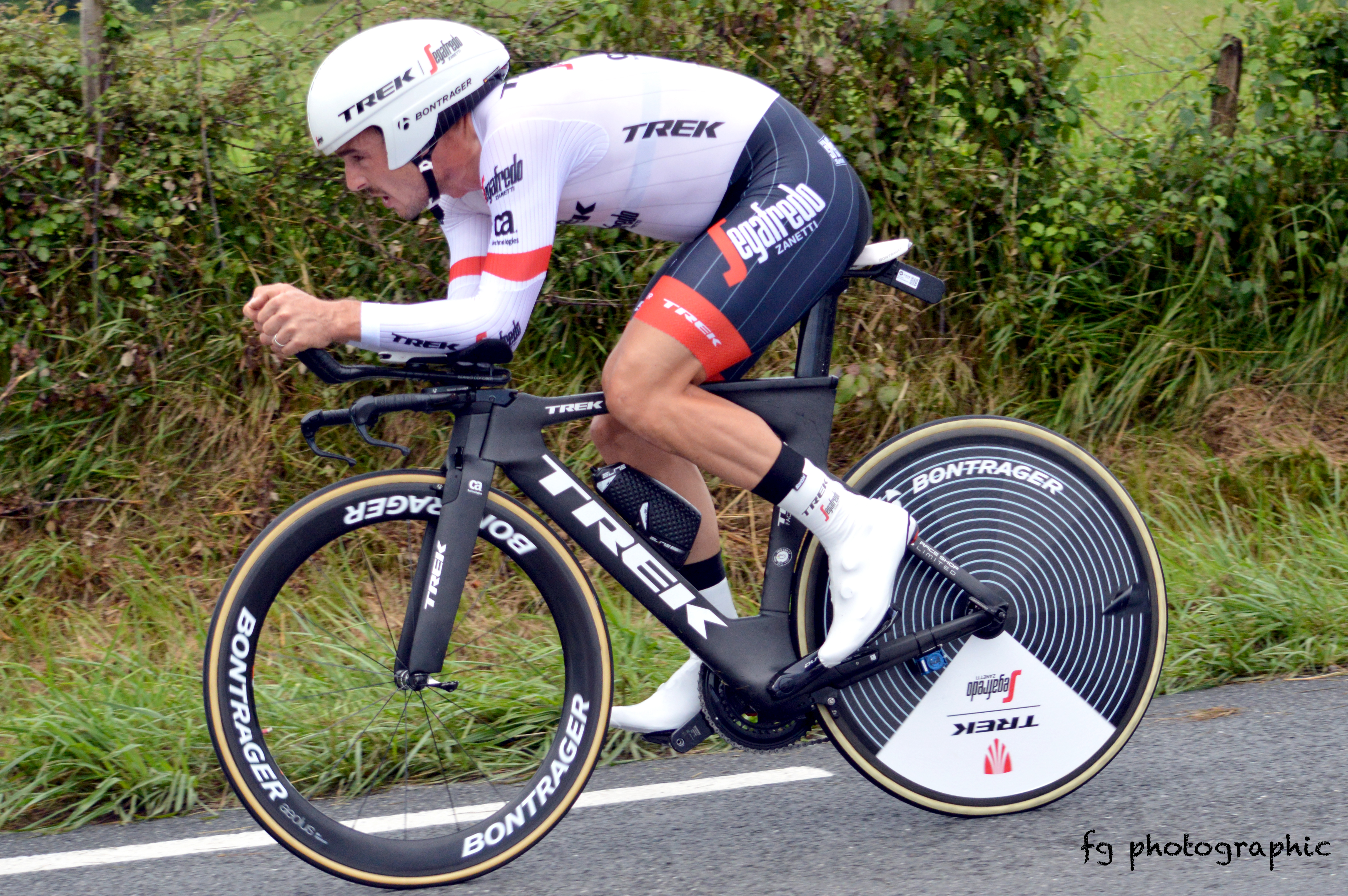
Tour de France 2018, contre-la-montre individuel

Johan Degenkolb, dit John Degenkolb, est un coureur cycliste allemand né le 7 janvier 1989 à Gera. Il est membre de l'équipe dsm-firmenich PostNL depuis 2022. Spécialiste du sprint et des courses d'un jour, il est vice-champion du monde sur route espoirs en 2010 et vainqueur de l'UCI Europe Tour en 2012. Il compte à son palmarès les quatre plus grandes classiques pour sprinteurs : Vattenfall Cyclassics 2013, Paris-Tours 2013, Gand-Wevelgem 2014 et Milan-San Remo 2015. Il a également remporté Paris-Roubaix en 2015 après avoir terminé deuxième l'édition précédente. Sur les grands tours, il a remporté dix étapes du Tour d'Espagne, une du Tour d'Italie, et une du Tour de France ainsi que le classement par points du Tour d'Espagne 2014.

## Biographie

### Jeunesse et carrière amateur
Durant son enfance, John Degenkolb fréquente l'école de Weissenburg in Bayern.
Champion d'Allemagne du contre-la-montre juniors en 2007, il intègre l'année suivante l'équipe continentale Thüringer Energie. Il est médaillé de bronze du championnat du monde sur route espoirs cette année-là. En 2010, il est champion d'Allemagne sur route espoirs et vice-champion du monde dans cette catégorie.

### 2011: première saison chez HTC-Highroad
En 2011, John Degenkolb devient coureur professionnel dans l'équipe World Tour HTC-Highroad. Il remporte cette année-là une de ses premières courses au Tour de l'Algarve. Par la suite, il gagne le Grand Prix de Francfort et deux étapes du Critérium du Dauphiné.
L'équipe HTC disparaît en fin d'année. Degenkolb est alors recruté par l'équipe continentale professionnelle néerlandaise Project 1t4i, anciennement Skil-Shimano. Cette équipe s'appelle provisoirement Project 1t4i en début de saison 2012, puis s'appelle Argos-Shimano à partir du mois d'avril, avec l'arrivée du nouveau sponsor Argos Oil (nl).

### 2012-2016: Argos/Giant

#### 2012: 5 étapes du Tour d'Espagne et UCI Europe Tour
Le 19 août 2012, Degenkolb remporte sa première victoire sur un grand tour, la deuxième étape du Tour d'Espagne arrivant à Viana. Demeuré en troisième roue pendant les derniers hectomètres, il dépasse Allan Davis et Ben Swift dans un dernier effort pour aller chercher la victoire sur le final en faux plat montant. Il répète l'exploit lors de la cinquième étape, une épreuve de plat se déroulant en circuit à Logroño. Dans le final, le sprinter de la RadioShack-Nissan Daniele Bennati se détache dans les 200 derniers mètres. Degenkolb comble l'écart et déborde le sprinter, gagnant par une roue et ajoutant l'étape à son compte en banque. Il signe le triplé lors de la septième étape, une autre épreuve taillée sur mesure pour les hommes rapides. La course se termine au terme d'un tour de la piste de course Circuit Motorland Aragon. Il remporte les dixième et vingt-et-unième étapes de cette Vuelta, devenant le premier Allemand à gagner cinq étapes de cette course. Vainqueur du Grand Prix d'Isbergues en septembre, il est désigné leader de l'équipe d'Allemagne pour la course en ligne des championnats du monde, qui a lieu dans le Limbourg néerlandais. Il en prend la quatrième place en devançant au sprint un groupe de 26 coureurs arrivé cinq secondes après le vainqueur Philippe Gilbert.

#### 2013: étape du Giro, Vattenfall Cyclassics et Paris-Tours
En 2013, John Degenkolb retrouve le World Tour, l'équipe Argos-Shimano obtenant une licence. Promu leader de sa formation sur les classiques de printemps, il effectue un début saison en deçà de sa saison 2012, diminué par une douleur musculaire à la cuisse. En avril, il termine à la neuvième place du Tour des Flandres. Il participe à son premier Tour d'Italie, dont il remporte la cinquième étape, sa première victoire de la saison. Il enchaîne ensuite avec le Tour de France où il se met au service de Marcel Kittel vainqueur de quatre étapes. Fin août, il remporte la Vattenfall Cyclassics devant André Greipel dans un duel de sprinteurs à Hambourg, et s'impose donc pour la première fois sur une classique du UCI World Tour. En fin de saison, il gagne deux courses françaises Paris-Bourges et la classique Paris-Tours.

#### 2014: succès lors des classiques flandriennes et maillot vert de la Vuelta
Il continue à gagner en ce début de saison, enlevant trois étapes du Tour méditerranéen puis remportant un sprint massif à Paris-Nice sur le Circuit de Magny-Cours. Lors de Milan San-Remo, il subit une crevaison au pied du Poggio dernière difficulté du jour ce qui l'empêche de jouer ses chances. Une semaine plus tard, Degenkolb efface cette déception en remportant sa première classique flandrienne lors de Gand-Wevelgem, résistant lors du sprint au retour d'Arnaud Démare. Il termine cette campagne de classiques par une deuxième place sur Paris Roubaix au cours duquel il règle au sprint final le groupe des poursuivants derrière le vainqueur Niki Terpstra, il monte donc sur son premier podium lors d'un monument. Durant l'été, il dispute le Tour de France, où il aide Marcel Kittel à gagner quatre étapes, puis participe au Tour d'Espagne, dont il remporte le classement par points et quatre étapes. En fin de saison il termine neuvième du championnat du monde sur route à Ponferrada en Espagne.

#### 2015: victoires sur Milan-San Remo et sur Paris-Roubaix

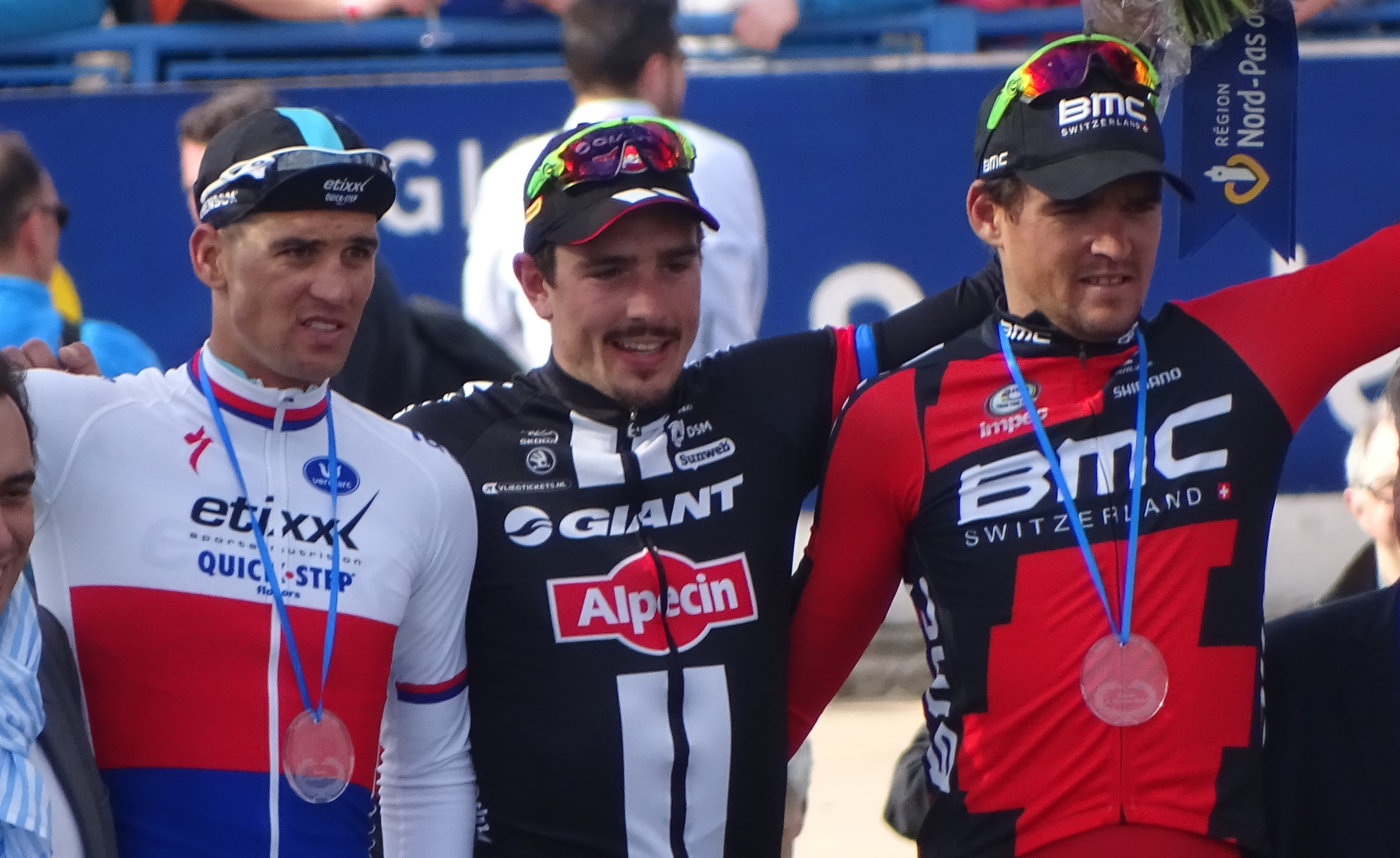
Degenkolb (au centre) sur le podium de Paris-Roubaix 2015.

Il commence sa saison par une victoire sur la troisième étape du Dubaï Tour. Après une participation sans succès à Paris-Nice, en mars, il remporte au sprint Milan-San Remo, pour sa quatrième participation. Il s'agit de sa première classique « Monument ». En avril, il est 25e du Grand Prix E3 et 7e du Tour des Flandres.
Le 12 avril, il remporte Paris-Roubaix, en s'imposant au sprint au vélodrome de Roubaix, et devient le deuxième Allemand, après Josef Fischer en 1896, à remporter cette classique. Il devient le troisième coureur de l'histoire à remporter la même année ces deux classiques, après le Belge Cyrille Van Hauwaert (1908) et l'Irlandais Sean Kelly (1986). En mai, il remporte deux étapes au sprint sur le Tour de Bavière. Lors du Tour de France, il réalise au sprint sept Top 10, notamment deux deuxièmes places où il est battu à chaque fois par un compatriote.
Il participe alors au Tour d'Espagne - son deuxième grand tour de la saison - où il remporte la dernière étape à Madrid. Il s'agit de sa dixième victoire d'étape sur la Vuelta.
Degenkolb est ensuite sélectionné pour la course en ligne des championnats du monde de Richmond. Il est avec André Greipel le chef de file de l'équipe d'Allemagne. Il se classe 29e de l'épreuve.

#### 2016: une dernière saison tronquée chez Giant
Le 23 janvier 2016, lors d'un stage avec son équipe en Espagne, Degenkolb et cinq de ses coéquipiers sont violemment percutés par une conductrice anglaise qui roulait sur le mauvais côté de la route. Souffrant de diverses fractures et d'un index gauche partiellement sectionné qui fait l'objet d'une chirurgie reconstructrice,, il est forfait pour le début de saison et la campagne des classiques printanières. Il effectue sa rentrée en mai lors du Grand Prix de Francfort.
Le 12 août, il est officiellement annoncé dans l'équipe Trek-Segafredo, suivi par son coéquipier Koen de Kort. Il remporte deux victoires pour sa dernière saison dans l'équipe : une étape de l'Arctic Race et le Tour de Münster. Il dispute les mondiaux de Doha, avec un rôle d'équipier pour ses deux leaders André Greipel et Marcel Kittel.

### 2017-2019: Trek-Segafredo

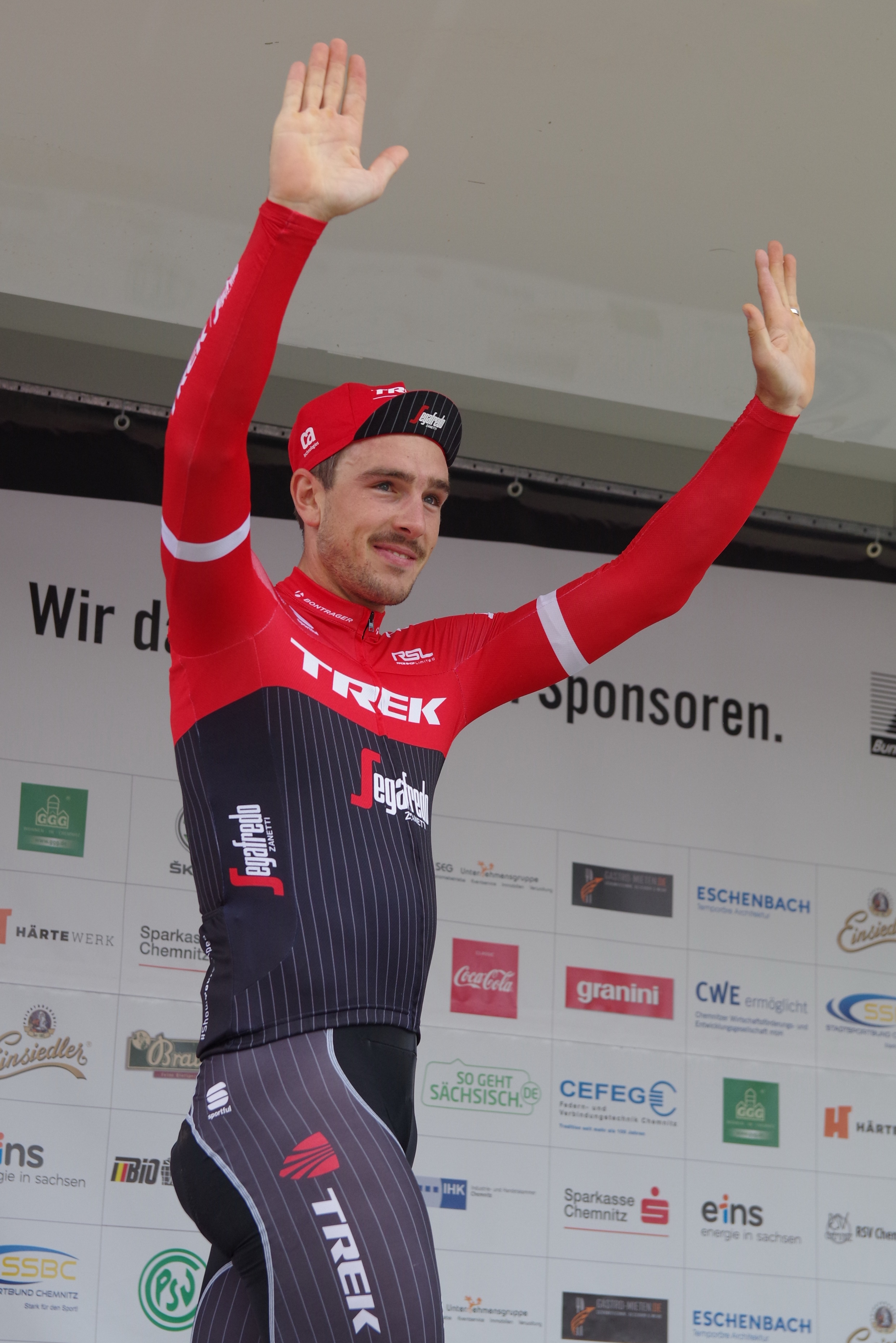
Degenkolb après sa troisième place au championnat d'Allemagne 2017.

En 2017, John Degenkolb quitte Giant-Alpecin et rejoint l'équipe Trek-Segafredo, où il est appelé à remplacer Fabian Cancellara, récent retraité,. Son entraîneur et son équipier Koen de Kort l'accompagne dans cette nouvelle formation avec laquelle il s'engage jusqu'en 2019. 
Il gagne la troisième étape du Dubai Tour, sa première course son nouveau maillot. Il est ensuite régulier lors des classiques, son principal objectif de la saison (5e de Gand-Wevelgem, 7e de Milan-San Remo et du Tour des Flandres, 10e de Paris-Roubaix), bien que pour son directeur sportif Dirk Demol on soit en droit d'attendre davantage de lui. Durant les mois qui suivent, il est sur le podium du Grand Prix de Francfort et du Grand Prix du canton d'Argovie. La suite de sa saison est plus décevante. Impliqué dans la chute de Sagan et Cavendish à l'arrivée de la quatrième étape, il souffre de l'épaule en début de Tour de France. Il parvient néanmoins à prendre la deuxième place de la seizième étape à Bergerac derrière Marcel Kittel. Souffrant de bronchites en fin de saison, il doit quitter le Tour d'Espagne après quatre jours de course puis déclarer forfait pour le championnat du monde, où il était l'un des deux leaders de l'équipe d'Allemagne,.
Il commence sa saison 2018 avec deux victoires lors du Challenge de Majorque avec le Trofeo Porreres-Felanitx-Ses Salines-Campos et le Trofeo Palma. À nouveau atteint par une bronchite, il doit abandonner lors de Paris-Nice et déclarer forfait pour Milan-San Remo. En manque de forme, c'est en tant qu'équipier de Jasper Stuyven qu'il prend part aux classiques suivantes. Un accident lors de Paris-Roubaix l'oblige à se reposer pendant trois semaines. Il retrouve la compétition en juin avec les Hammer Series puis le Tour de Suisse. Le 1er juillet, il termine deuxième du championnat d'Allemagne derrière Pascal Ackermann. Sur le Tour de France, il se montre en forme et obtient cinq tops 10 en cinq sprints dont une troisième place lors de la huitième étape à Amiens,. Le lendemain, la neuvième étape comprend plusieurs secteurs pavés et une arrivée à Roubaix, lieu de sa victoire sur Paris-Roubaix. À 17 kilomètres de l'arrivée, il suit une attaque d'Yves Lampaert et Greg Van Avermaet sur le secteur pavé de Camphin-en-Pévèle. Le trio parvient à conserver de l'avance et Degenkolb devance le porteur du maillot jaune, Van Avermaet, pour obtenir sa première victoire d'étape sur le Tour de France. C'est aussi son premier succès sur le circuit UCI World Tour depuis son accident au début de l'année 2016,,. En août, il termine 31e du championnat d'Europe sur route à Glasgow puis quatrième de la EuroEyes Cyclassics.

### 2020-2021: Lotto-Soudal
Degenkolb signe un contrat de deux saisons avec Lotto-Soudal. Il termine deuxième d'Eschborn-Francfort 2021 battu au sprint par Jasper Philipsen.

### 2022-: DSM
Lors de Paris-Roubaix 2023, il fait partie du groupe de tête dans le secteur pavé du Carrefour de l'Arbre, à 16 km de Roubaix quand il chute à la suite d'un contact fortuit avec Mathieu van der Poel. Il termine 7e de cette classique.
En janvier 2024, DSM annonce l'extension d'un an du contrat de Degenkolb, qui se termine désormais à la fin de l'année 2025.

## Vie privée
Degenkolb est né à Gera et a grandi à Weißenburg in Bayern où il étudie à l'école secondaire locale. Il est marié, vit à Francfort et est le père depuis le 2 janvier 2015, d'un fils prénommé Leo Robert.
Avant de commencer sa carrière professionnelle, Degenkolb est formé au centre de formation de la police de Thuringe à Meiningen, où il faisait partie l'été d'un groupe de promotion du sport.
En octobre 2018, il devient le premier sportif à être nommé ambassadeur des "Amis de Paris-Roubaix", une association de volontaires qui cherchent à maintenir en bon état les secteurs pavés de la classique. Il souhaite également soutenir financièrement l'association et laisser quelques souvenirs au musée. En février 2019, il lance une campagne de dons pour récolter les 10 000 € nécessaires à la tenue de Paris-Roubaix juniors, menacé d'annulation. Degenkolb a fait un don de 2 500 € et le montant requis est récolté en un jour, tandis que les fonds supplémentaires sont destinés à financer les futures éditions de la course et seront utilisés par les Amis de Paris-Roubaix,. En février 2020 le secteur pavé d'Hornaing devient le secteur pavé John Degenkolb ,

## Palmarès, résultats et distinctions

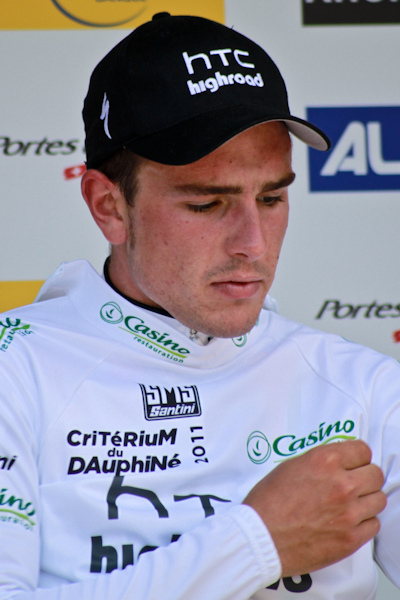
John Degenkolb en 2011

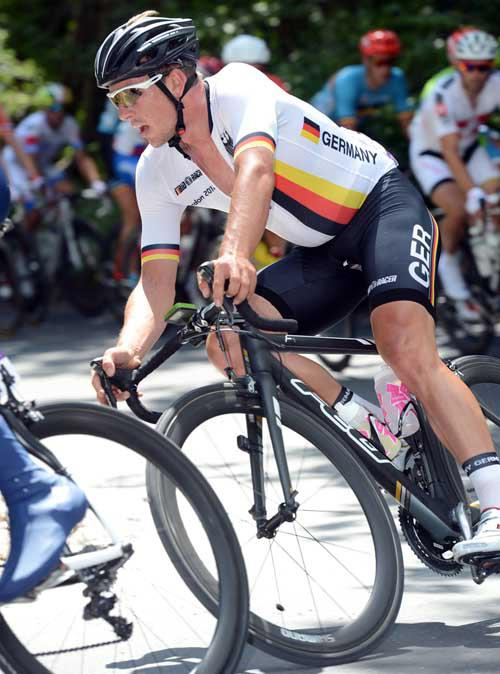
John Degenkolb en 2012

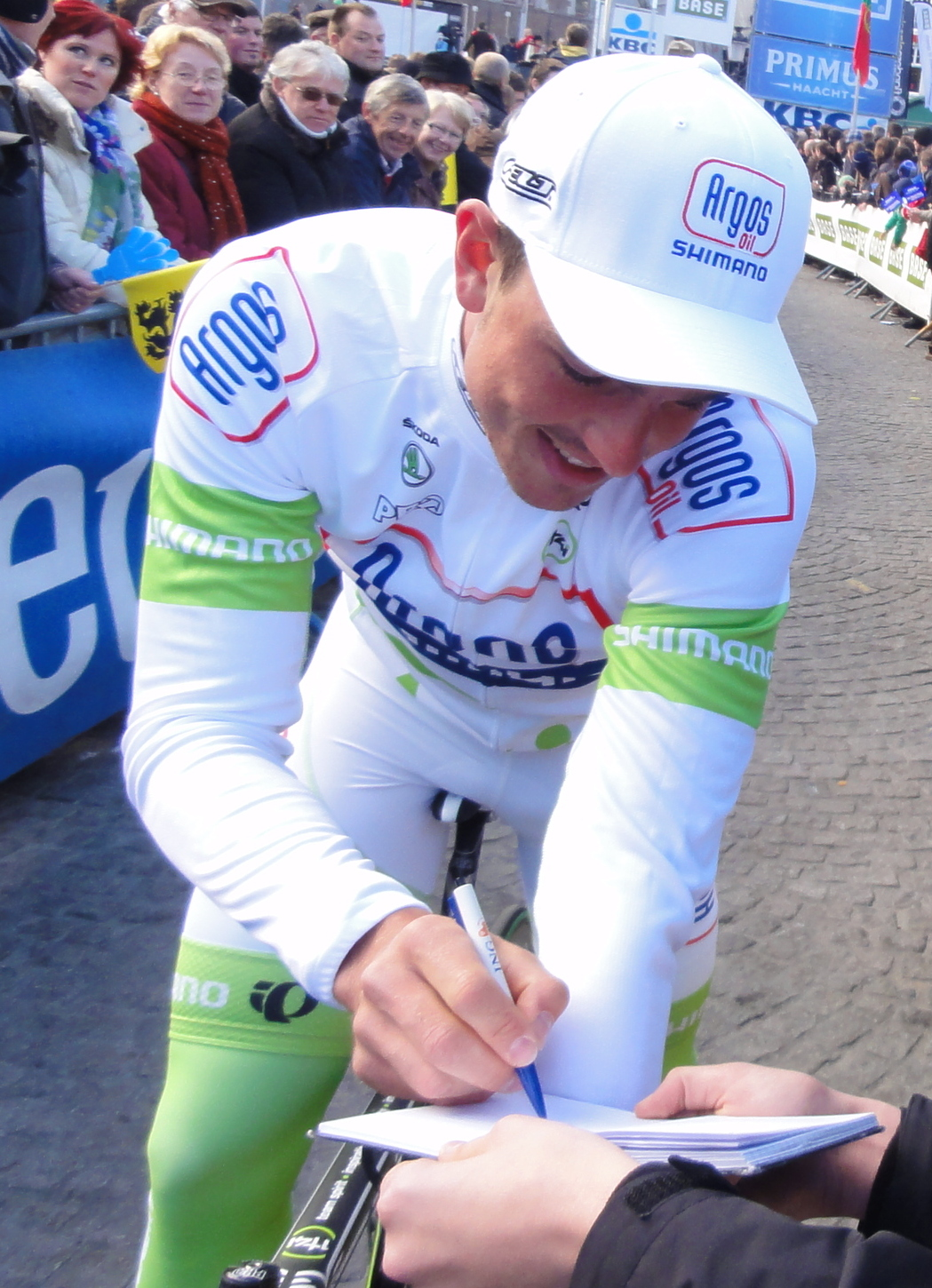
John Degenkolb en 2012

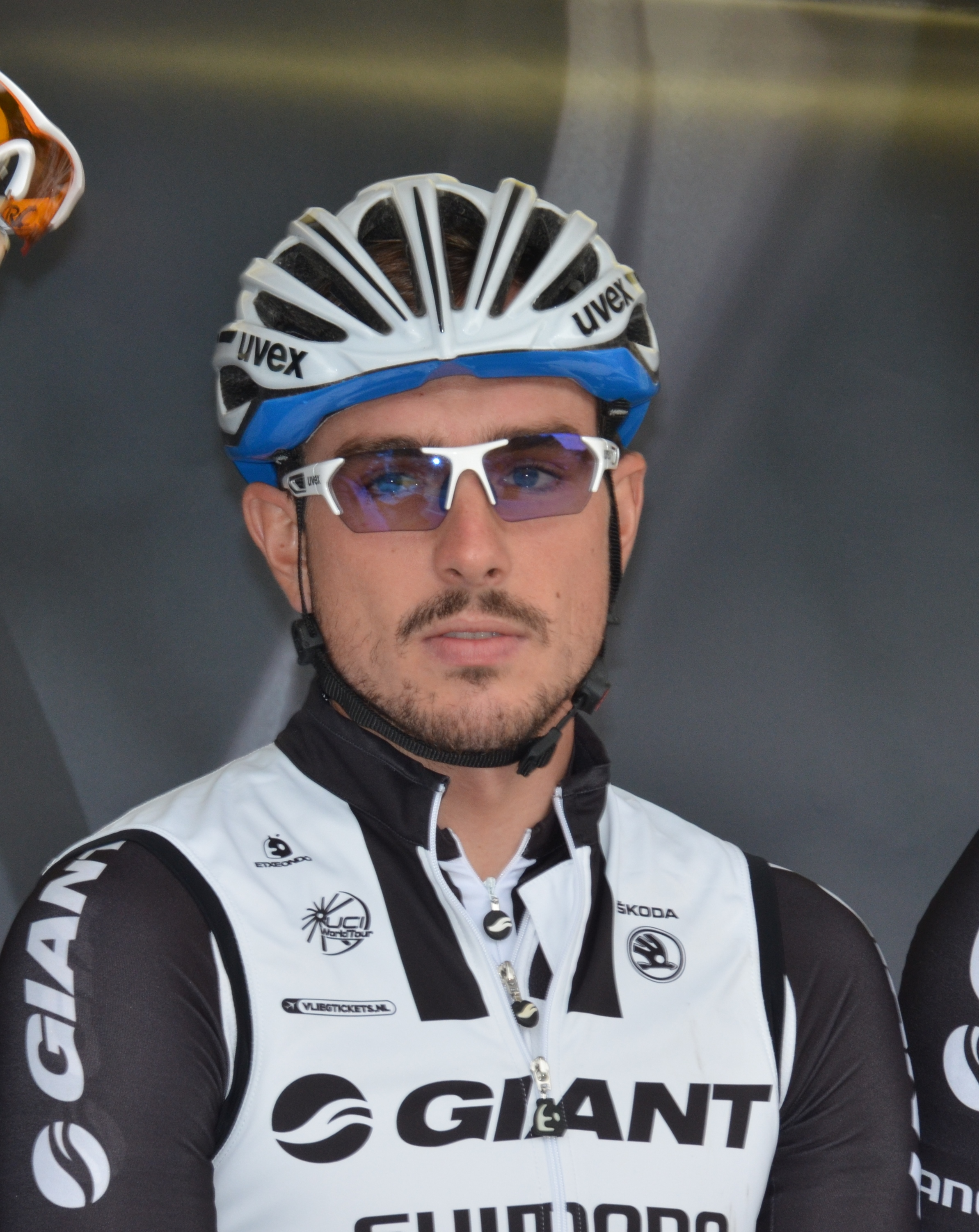
John Degenkolb lors du Paris-Tours 2014

### Palmarès sur route
- 2005

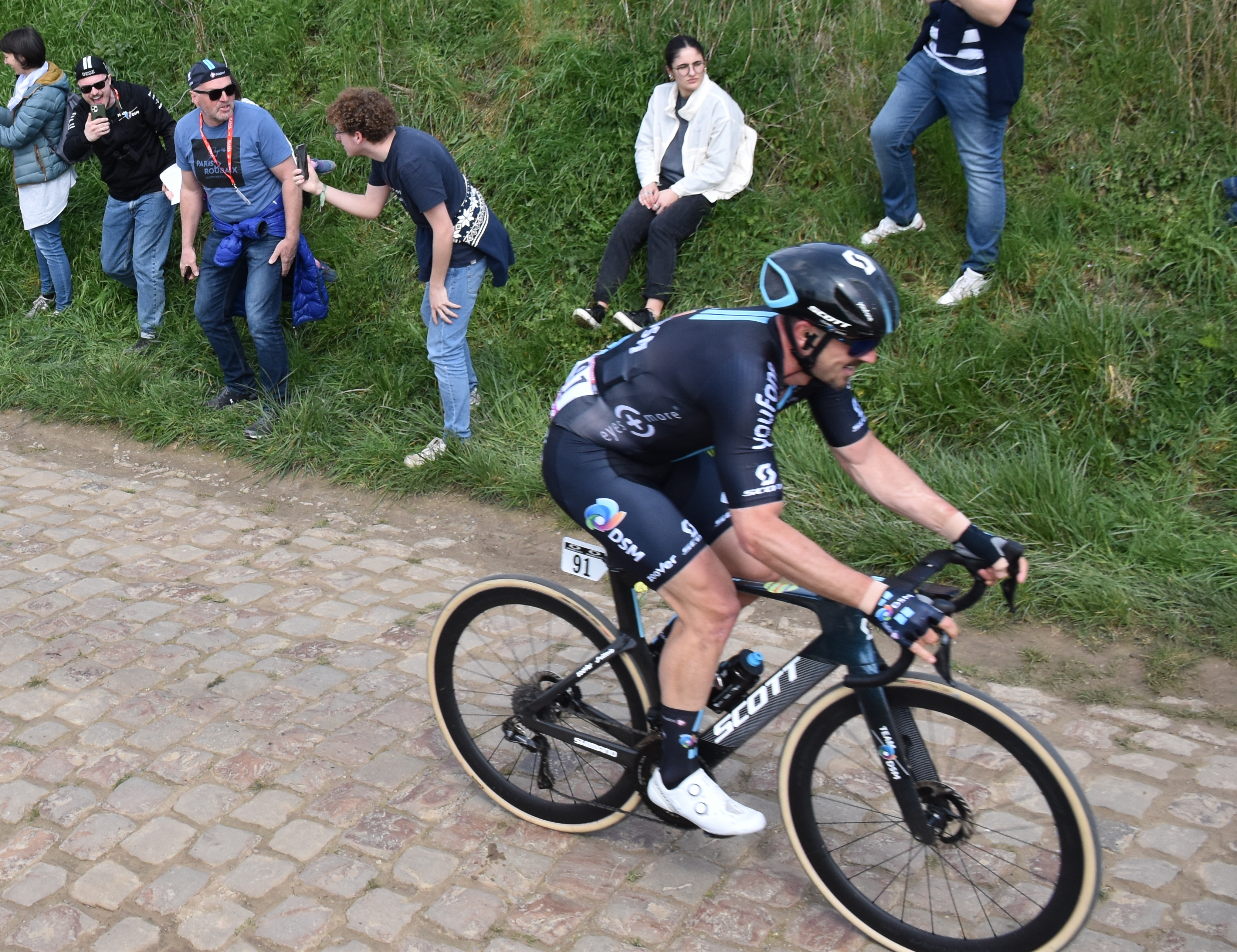
Paris-Roubaix 2023 - Secteur pavé de Quiévy à Saint-Python - N° 91 John Degenkolb.

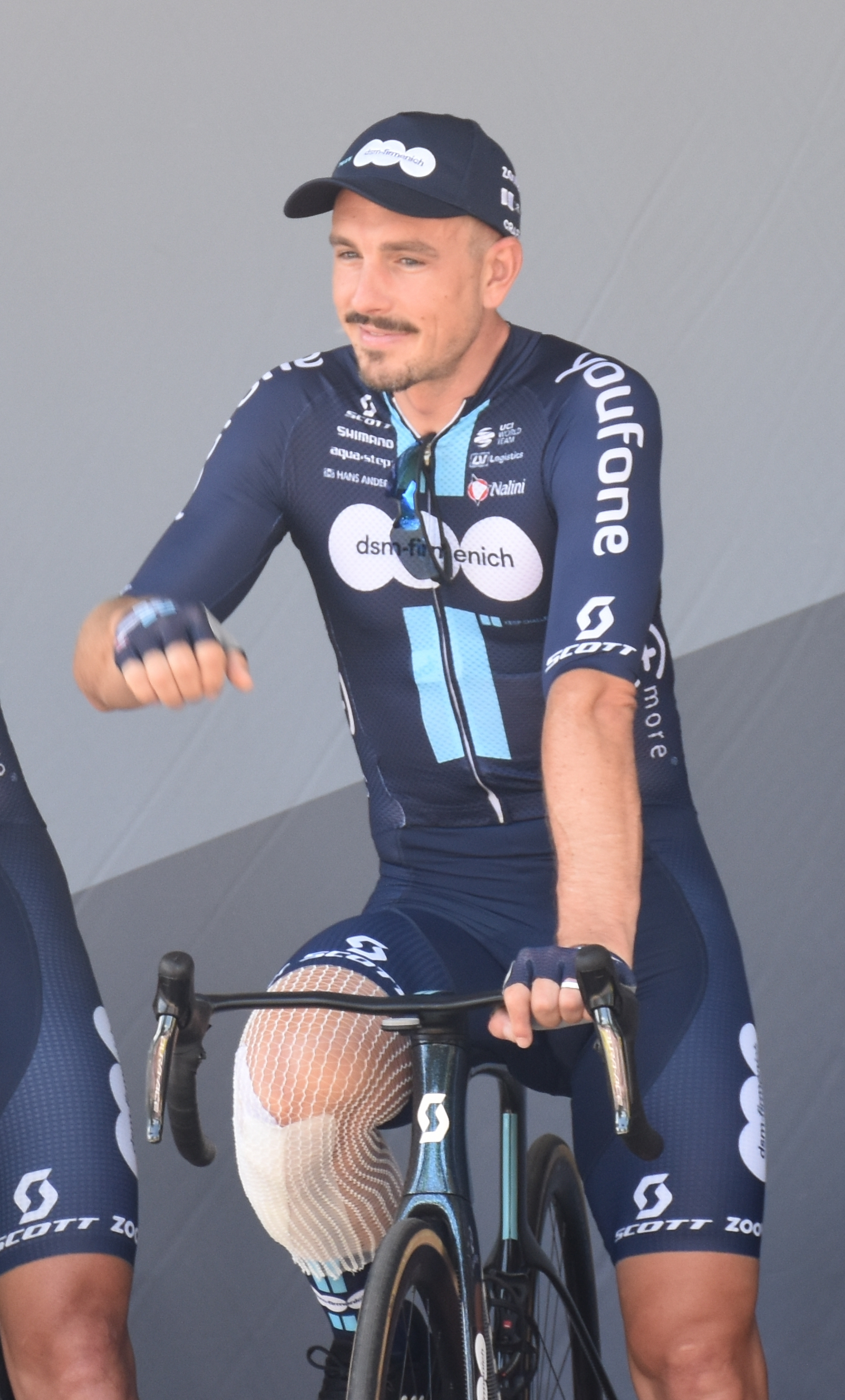
John Degenkolb - Tour de France 2023.

  -  Champion d'Allemagne sur route cadets
  -  Médaillé d'argent du critérium au Festival olympique de la jeunesse européenne
- 2006
  - 2e étape de la Course de la Paix juniors (contre-la-montre par équipes)
  - 2eb étape du Giro della Lunigiana (contre-la-montre)
  - 3e du championnat d'Allemagne du contre-la-montre juniors
- 2007
  -  Champion d'Allemagne du contre-la-montre juniors
  - 2e étape des Trois jours d'Axel (contre-la-montre)
  - 2e étape du Trofeo Karlsberg
  - 2ea et 3e étapes du Tour du Valromey
  -  Médaillé d'argent au championnat du monde du contre-la-montre juniors
  - 5e du championnat du monde sur route juniors
- 2008
  - 2e étape du Tour de Thuringe
  - 2e du ZLM Tour
  - 2e du Tour du Haut-Anjou
  - 3e du Tour de Brandebourg
  -  Médaillé de bronze au championnat du monde sur route espoirs
- 2009
  - Erzgebirgsrundfahrt
  - 2e du championnat d'Allemagne sur route espoirs
  - 2e du championnat d'Allemagne du contre-la-montre espoirs
  - 3e du Tour des Flandres espoirs
  - 3e du ZLM Tour
- 2010
  -  Champion d'Allemagne sur route espoirs
  - 4e et 5e étapes du Tour de Bretagne
  - 6e et 8e étapes du FBD Insurance Rás
  - Tour de Thuringe :
    - Classement général
    - 3e étape

  - 3e étape du Tour Alsace
  - Tour de l'Avenir :
    -  Classement par points
    - 1re et 5e étapes

  - 2e de la Côte picarde
  - 2e de l'Erzgebirgsrundfahrt
  -  Médaillé d'argent au championnat du monde sur route espoirs
  - 6e du Tour des Flandres espoirs
- 2011
  - 2e étape du Tour de l'Algarve
  - 1re étape des Trois Jours de Flandre-Occidentale
  - Grand Prix de Francfort
  - 2e étape du Tour de Bavière
  - 2e et 4e étapes du Critérium du Dauphiné
  - 2e du Trofeo Cala Millor
  - 2e du Tour de Münster
  - 3e du championnat d'Allemagne sur route
- 2012
  - 1re et 2e étapes des Quatre Jours de Dunkerque
  - Tour de Picardie :
    - Classement général
    - 1re et 3e étapes

  - 7e étape du Tour de Pologne
  - 2e, 5e, 7e, 10e et 21e étapes du Tour d'Espagne
  - Grand Prix d'Isbergues
  - 3e des Quatre Jours de Dunkerque
  - 3e de Binche-Tournai-Binche - Mémorial Frank Vandenbroucke
  - 3e de Paris-Bourges
  - 4e du championnat du monde sur route
  - 5e de Milan-San Remo
  - 6e du Grand Prix E3
- 2013
  - 5e étape du Tour d'Italie
  - Vattenfall Cyclassics
  - 2e et 4e étapes de l'Eurométropole Tour
  - Paris-Bourges
  - Paris-Tours
  - 2e de la Brussels Cycling Classic
  - 2e du Grand Prix d'Isbergues
  - 2e de l'Eurométropole Tour
  - 3e du championnat d'Allemagne sur route
  - 9e du Tour des Flandres
  - 10e du Grand Prix de Plouay

- 2014

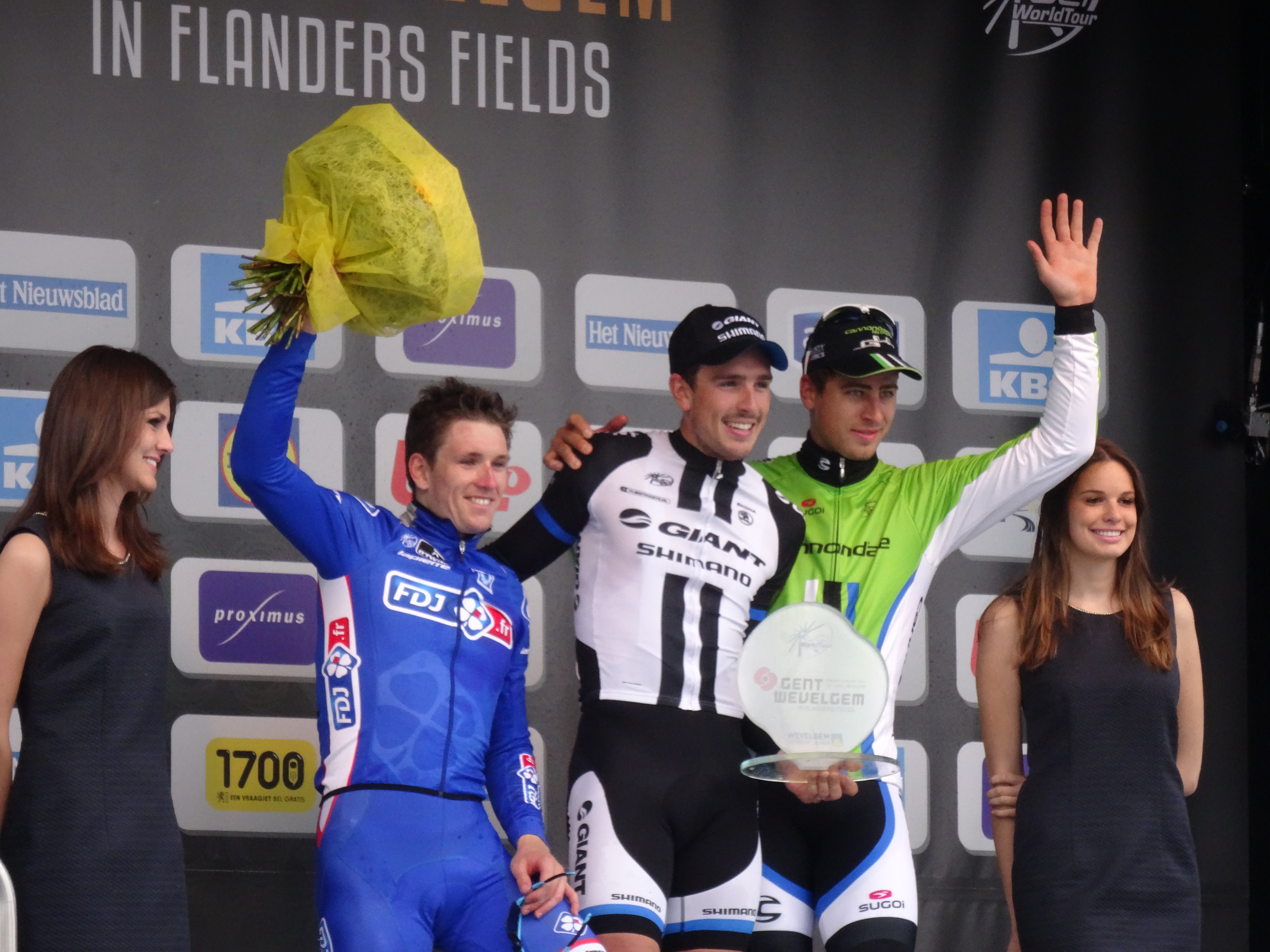
Podium de l'édition 2014 du Gand-Wevelgem : Arnaud Démare (2e), John Degenkolb (1er) et Peter Sagan (3e).

  - 1re, 2e et 3e étapes du Tour méditerranéen
  - 3e étape de Paris-Nice
  - Gand-Wevelgem
  - Tour d'Espagne :
    -  Classement par points
    - 4e, 5e, 12e et 17e étapes

  - Paris-Bourges
  - 2e du championnat d'Allemagne sur route
  - 2e de Paris-Roubaix
  - 2e du Grand Prix de Francfort
  - 2e de Binche-Chimay-Binche
  - 2e du Tour de Münster
  - 3e de l'Étoile de Bessèges
  - 9e du championnat du monde sur route

- 2015
  - 3e étape du Dubaï Tour
  - Milan-San Remo
  - Paris-Roubaix

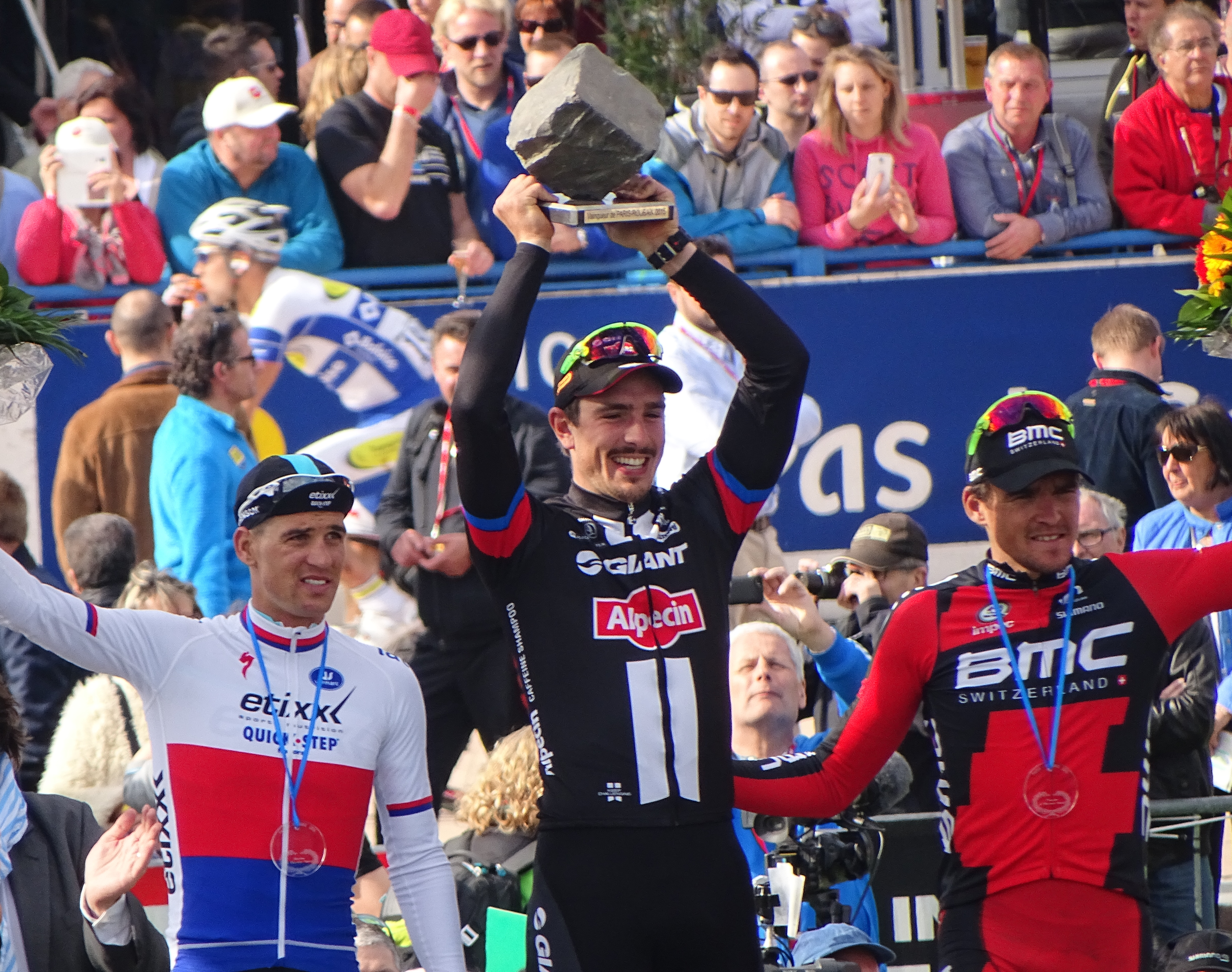
Podium de l'édition 2015 de Paris-Roubaix : Zdeněk Štybar (2e), John Degenkolb (1er) et Greg Van Avermaet (3e).

  - 2e et 5e étapes du Tour de Bavière
  - 21e étape du Tour d'Espagne
  - 2e du Dubaï Tour
  - 7e du Tour des Flandres
- 2016
  - 4e étape de l'Arctic Race of Norway
  - Tour de Münster
  - 2e de la EuroEyes Cyclassics
  - 5e de la Bretagne Classic
- 2017
  - 3e étape du Dubaï Tour
  - 2e du Grand Prix du canton d'Argovie
  - 3e du Grand Prix de Francfort
  - 3e du championnat d'Allemagne sur route
  - 5e de Gand-Wevelgem
  - 7e de Milan-San Remo
  - 7e du Tour des Flandres
  - 10e de Paris-Roubaix
- 2018
  - Trofeo Ses Salines
  - Trofeo Palma
  - 9e étape du Tour de France
  - 2e du championnat d'Allemagne sur route
  - 2e du Championnat des Flandres
  - 2e du Tour de Münster
  - 4e de la EuroEyes Cyclassics
- 2019
  - 4e étape du Tour de La Provence
  - 2e de Gand-Wevelgem
  - 2e de Eschborn-Francfort
  - 2e du Grand Prix d'Isbergues
- 2020
  - 3e étape du Tour de Luxembourg
  - 4e des Trois Jours de Bruges-La Panne
  - 6e de Gand-Wevelgem
  - 9e du Tour des Flandres
  - 10e du BinckBank Tour
- 2021
  - 2e d'Eschborn-Francfort
  - 3e du Tour du Limbourg
- 2023
  - 7e de Paris-Roubaix
  - 8e du championnat d'Europe sur route

### Résultats sur les grands tours

#### Tour de France
10 participations
- 2013 : 121e
- 2014 : 123e
- 2015 : 109e
- 2016 : 148e
- 2017 : 121e
- 2018 : 111e, vainqueur de la 9e étape
- 2020 : hors-délai (1re étape)
- 2022 : 105e
- 2023 : 145e
- 2024 : 122e

#### Tour d'Italie
1 participation
- 2013 : non-partant (10e étape), vainqueur de la 5e étape

#### Tour d'Espagne
7 participations
- 2011 : 144e
- 2012 : 131e, vainqueur des 2e, 5e, 7e, 10e et 21e étapes
- 2014 : 116e,  vainqueur du classement par points, vainqueur des 4e, 5e, 12e et 17e étapes
- 2015 : 90e, vainqueur de la 21e étape
- 2017 : non partant (5e étape)
- 2019 : 124e
- 2022 : 124e

### Classiques et grands championnats
| AB    | Abandon        | HD                    | Hors-délais       | -             | Pas de participation | ×                | Pas d'épreuve      |                    |                        |                        |                  |                      |                        |                          |             |
| Année | Milan-San Remo | E3 BinckBanck Classic | Tour des Flandres | Gand-Wevelgem | Paris-Roubaix        | Amstel Gold Race | Eschborn-Francfort | JO-Course en ligne | Europe-Course en ligne | Cyclassics de Hambourg | Bretagne Classic | Grand Prix de Québec | Grand Prix de Montréal | Mondial- Course en ligne | Paris-Tours |
| 2011  | -              | -                     | 94e               | -             | 19e                  | 137e             | Vainqueur          | x                  | x                      | -                      | -                | -                    | -                      | 111e                     | 11e         |
| 2012  | 5e             | 6e                    | 59e               | 57e           | 63e                  | -                | 7e                 | 105e               | x                      | -                      | -                | -                    | -                      | 4e                       | 4e          |
| 2013  | 18e            | 65e                   | 9e                | 65e           | 28e                  | -                | 4e                 | x                  | x                      | Vainqueur              | 10e              | 48e                  | AB                     | 42e                      | Vainqueur   |
| 2014  | 39e            | 15e                   | 15e               | Vainqueur     | 2e                   | -                | 2e                 | x                  | x                      | -                      | -                | -                    | -                      | 9e                       | 43e         |
| 2015  | Vainqueur      | 25e                   | 7e                | AB            | Vainqueur            | -                | x                  | x                  | x                      | -                      | -                | -                    | -                      | 29e                      | -           |
| 2016  | -              | -                     | -                 | -             | -                    | -                | AB                 | -                  | -                      | 2e                     | 5e               | -                    | -                      | -                        | -           |
| 2017  | 7e             | 13e                   | 7e                | 5e            | 10e                  | -                | 3e                 | x                  | -                      | -                      | -                | -                    | -                      | -                        | -           |
| 2018  | -              | 21e                   | 32e               | 48e           | 17e                  | -                | -                  | x                  | 31e                    | 4e                     | 13e              | 75e                  | AB                     | -                        | -           |
| 2019  | 84e            | 22e                   | 29e               | 2e            | 28e                  | -                | 2e                 | x                  | -                      | -                      | -                | -                    | -                      | 15e                      | -           |
| 2020  | -              | x                     | 9e                | 6e            | x                    | x                | x                  | x                  | -                      | x                      | -                | x                    | x                      | AB                       | -           |
| 2021  | 32e            | 29e                   | 30e               | 27e           | 53e                  | -                | 2e                 | -                  | -                      | x                      | -                | x                    | x                      | AB                       | -           |
| 2022  | -              | 32e                   | 18e               | 27e           | 18e                  | 47e              | 22e                | x                  | 96e                    | -                      | -                | -                    | -                      | -                        | 28e         |
| 2023  | 39e            | 34e                   | 19e               | 12e           | 7e                   | -                | 18e                | x                  | 8e                     | -                      | 14e              | -                    | -                      | 16e                      | 11e         |
| 2024  | -              | -                     | 37e               | 97e           | 11e                  | -                | 76e                |                    |                        |                        |                  |                      |                        |                          |             |

### Classements mondiaux
| Année            | 2008 | 2009 | 2010 | 2011 | 2012 | 2013 | 2014 | 2015 | 2016 | 2017 |
| ---------------- | ---- | ---- | ---- | ---- | ---- | ---- | ---- | ---- | ---- | ---- |
| UCI World Tour   |      |      |      | 118e |      | 41e  | 13e  | 12e  | 54e  | 36e  |
| UCI Asia Tour    |      |      |      |      | 163e |      |      |      |      |      |
| UCI Europe Tour  | 149e | 295e | 69e  |      | 1er  |      |      |      |      |      |
| UCI Oceania Tour |      |      | 8e   |      |      |      |      |      |      |      |

### Palmarès sur piste

#### Championnats d'Allemagne
- 2004
  -  Champion d'Allemagne de poursuite cadets
- 2005
  -  Champion d'Allemagne de la course aux points juniors

### Distinctions
- Cycliste allemand de l'année : 2012 et 2015
- Secteur pavé John Degenkolb a été inauguré le 10 février 2020 à Erre